# ARD
ARD (phát âm tiếng Đức: [ˌʔaː.ʔɛɐ̯.ˈdeː] ⓘ; tên đầy đủ: Arbeitsgemeinschaft der öffentlich-rechtlichen Rundfunkanstalten der Bundesrepublik Deutschland, liên_kết=| Về âm thanh này pronunciationⓘ – Nhóm làm việc của các đài truyền hình công cộng của Cộng hòa Liên bang Đức) là một tổ chức chung của các đài truyền hình dịch vụ công cộng khu vực của Đức. Nó được thành lập vào năm 1950 tại Tây Đức để đại diện cho lợi ích chung của các dịch vụ phát sóng mới, phi tập trung, sau chiến tranh - đặc biệt là việc giới thiệu một mạng lưới truyền hình chung.
ARD có ngân sách 6,9 tỷ euro  và 22.612 nhân viên. Ngân sách chủ yếu đến từ phí giấy phép mà mọi hộ gia đình, công ty và tổ chức công cộng đều phải tuân thủ theo luật pháp. Đối với một hộ gia đình bình thường, mức phí hiện là €17,50 mỗi tháng. Các hộ gia đình sống nhờ phúc lợi không phải trả phí. Các khoản phí không được ARD thu trực tiếp, mà do Beitragsservice (trước đây gọi là Gebühreneinzugszentrale GEZ), một tổ chức chung của các đài truyền hình thành viên ARD, đài truyền hình công cộng thứ hai ZDF và Deutschlandradio thực hiện.
ARD duy trì và vận hành một mạng lưới truyền hình quốc gia, được gọi là Das Erste ("Người đầu tiên") để phân biệt với ZDF, còn gọi là "das Zweite" ("Thứ hai"), bắt đầu từ năm 1963, với tư cách là một đài truyền hình công cộng riêng biệt. Mạng ARD bắt đầu phát sóng vào ngày 31 tháng 10 năm 1954 dưới tên gọi làchesches Fernsehen ("Truyền hình Đức"), trở thành Erstes Deutsches Fernsehen ("Truyền hình Đức đầu tiên") với thiết kế lại của công ty vào năm 1984; nó đã thông qua tên viết tắt hiện tại của nó (Das Erste) vào năm 1994. Các chương trình của ARD được phát sóng trên mạng truyền hình mặt đất của riêng mình, cũng như trên truyền hình trả tiền.
ARD cũng sản xuất hai kênh phát sóng miễn phí (One và Tagesschau24) và tham gia sản xuất chương trình Phoenix (các sự kiện hiện tại, tin tức và phim tài liệu), KiKa (định hướng trẻ em), 3sat (định hướng văn hóa), arte (Franco-German lập trình văn hóa) và Funk (định hướng tuổi teen, chỉ phát trực tuyến).
Các chương trình của ARD được sản xuất bởi các thành viên trong khu vực của nó (xem thêm các tổ chức và tổ chức thành viên) (Bayerischer Rundfunk (BR), Hessischer Rundfunk (HR), Mitteldeutscher Rundfunk (MDR), Norddeutscher Rundfunk (NDR), Radio Bremen (RB), Saarländischer Rundfunk (SR), Südwestrundfunk (SWR) và Westdeutscher Rundfunk (WDR)), điều hành 54 đài phát thanh khu vực và địa phương và bảy mạng truyền hình khu vực, một số trong số đó đã chọn không tham gia trong ngày. Deutsche Welle, mạng truyền hình quốc tế của Đức cũng là thành viên của ARD.